# 초저전압
| IEC 전압 범위 | AC 실효값 전압 (V) | DC 전압 (V)  | 위험 정의 |
| ------------- | ------------------ | ------------ | --------- |
| 고전압        | > 1,000            | > 1,500      | 아크 방전 |
| 저전압        | 50 to 1,000        | 120 to 1,500 | 감전      |
| 초저전압      | < 50               | < 120        | 전기 화재 |

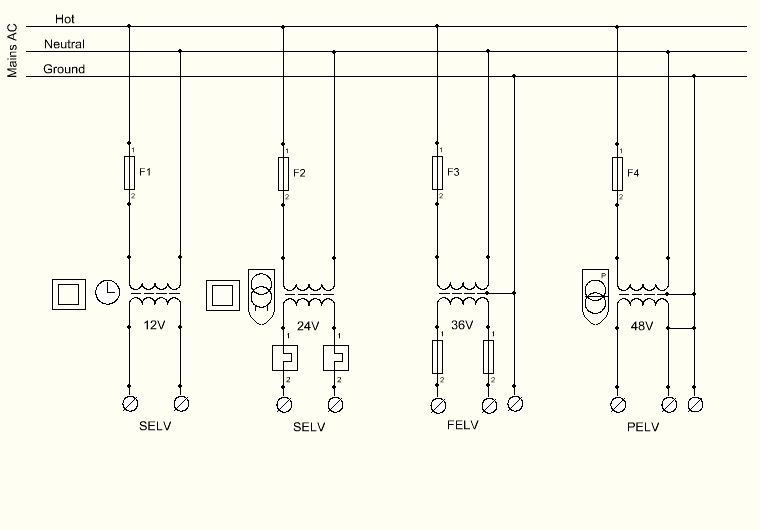
저전압 장치용 저전압 설비

초저전압(영어: Extra-low voltage, ELV)은 전력 공급 전압으로, 저전압 대역의 일부이며 위험한 감전의 위험이 낮은 범위에 있다. 초저전압을 정의하는 다양한 표준이 있다. 국제전기기술위원회(IEC)와 영국 IET(BS 7671:2008)는 ELV 장치 또는 회로를 두 전기 전도체 간 또는 전기 전도체와 접지 간의 전기 전위가 잔류 리플이 없는 직류(DC)의 경우 120 V를 초과하지 않고 교류(AC)의 경우 50 VRMS (제곱평균제곱근 볼트)를 초과하지 않는 것으로 정의한다.
IEC와 IET는 분리 초저전압(SELV), 보호 초저전압(PELV), 기능 초저전압(FELV)과 같은 실제 유형의 초저전압 시스템을 정의한다. 이들은 모터/화석 연료 발전기 세트, 변압기, 스위칭 전원 공급 장치 또는 충전식 배터리를 포함한 소스를 사용하여 공급될 수 있다. SELV, PELV, FELV는 다양한 안전 특성, 공급 특성 및 설계 전압에 따라 구별된다.
일부 유형의 조경 조명은 SELV / PELV (초저전압) 시스템을 사용한다. 최신 배터리 구동식 휴대용 도구는 SELV 범주에 속한다. 더 가혹한 조건에서는 감전 위험을 더욱 줄이기 위해 25VRMS 교류 또는 60V (리플 없음) 직류를 지정할 수 있다. 더 낮은 전압은 습하거나 전도성 조건에서 적용될 수 있으며, 이 경우 감전 가능성이 훨씬 더 크다. 이러한 시스템은 여전히 SELV / PELV (ELV) 안전 사양에 해당해야 한다.

## 유형

### 분리 또는 안전 초저전압 (SELV)
IEC는 SELV 시스템을 "정상 조건 및 다른 회로의 접지 결함을 포함한 단일 결함 조건에서 전압이 ELV를 초과할 수 없는 전기 시스템"으로 정의한다. 이 약어는 다양하게 안전 초저전압 또는 분리 초저전압을 의미할 수 있다. 일반적으로 다음과 같이 받아들여진다. BS EN 60335 및 IEC는 이를 안전 초저전압이라고 부르는 반면, 분리 초저전압(접지로부터 분리됨)은 설치 표준(예: BS 7671)에 사용되고 정의된다.
SELV 회로는 다음을 가져야 한다.
- SELV 및 PELV 이외의 모든 회로(즉, 더 높은 전압을 전달할 수 있는 모든 회로)로부터의 전기적 보호 분리(즉, 이중 절연, 강화 절연 또는 보호 스크리닝)
- 다른 SELV 시스템, PELV 시스템 및 접지로부터의 단순 분리

SELV 회로의 안전은 다음을 통해 제공된다.
- 초저전압
- 더 높은 전압과의 우발적인 접촉 위험이 낮음
- 인체와 접촉 시 전류가 흐를 수 있는 접지를 통한 귀환 경로의 부재

SELV 회로의 설계는 일반적으로 절연 변압기, 도체 간 보장된 최소 거리 및 전기 절연 장벽을 포함한다. SELV 회로의 전기 단자는 비-SELV 회로에 일반적으로 사용되는 단자와 결합되지 않도록 설계되어야 한다.
SELV 회로의 일반적인 예: 장식용 실외 조명, III 등급 충전기, II 등급 전원 공급 장치로부터 공급됨. 최신 무선 휴대용 도구는 SELV 장비로 간주된다.

### 보호 초저전압 (PELV)
IEC 61140은 PELV 시스템을 "정상 조건 및 다른 회로의 접지 결함을 제외한 단일 결함 조건에서 전압이 ELV를 초과할 수 없는 전기 시스템"으로 정의한다.
PELV 회로는 SELV 및 PELV 이외의 모든 회로(즉, 더 높은 전압을 전달할 수 있는 모든 회로)로부터만 보호 분리를 요구하지만, 다른 PELV 시스템 및 접지와 연결될 수 있다.
SELV 회로와 달리 PELV 회로는 보호 접지 연결을 가질 수 있다. PELV 회로는 SELV와 마찬가지로 더 높은 전압과의 우발적인 접촉 위험이 낮다는 것을 보장하는 설계가 필요하다. 변압기의 경우, 이는 1차 및 2차 코일이 강화 절연으로 분리되거나, 보호 접지 연결이 있는 전도성 실드로 분리되거나, 2차 코일 자체에 접지된 단자가 있어 1차에서 2차로의 결함이 자동 차단을 유발하도록 할 수 있다.
(이중 결함 위험의 원칙은 위험이 발생하기 전에 기본 및 추가 절연이 고장나거나 기본 절연 및 보호 접지 연결이 동시에 고장나야 한다.)
PELV 회로의 일반적인 예는 I 등급 전원 공급 장치가 있는 금속 케이스 컴퓨터이다.

### 기능 초저전압 (FELV)
기능 초저전압(FELV)이라는 용어는 SELV 또는 PELV 회로의 요구 사항을 충족하지 않는 다른 모든 초저전압 회로를 설명한다. 회로의 FELV 부분은 초저전압을 사용하지만, 회로의 다른 부분에 있는 더 높은 전압과의 우발적인 접촉으로부터 충분히 보호되지 않는다. 따라서 더 높은 전압에 대한 보호 요구 사항은 전체 회로에 적용되어야 한다.
FELV 회로의 예로는 반도체 장치, 전위차계 또는 단권변압기를 통해 초저전압을 생성하는 회로가 있다. 일반적인 예는 전자 제어 토스터로, 전자 타이머 회로가 줄 발열 소자의 탭에서 파생된 초저전압으로 작동한다. 또 다른 예는 주전원 공급 연기 경보기 간의 ELV 신호로, 신호 전압은 공급 중성선에 연결된다.
이러한 경우 초저전압 부분은 주전원 전압 표준에 따라 밀봉되거나 절연되어야 한다.

### 영국 저감 저전압 (RLV)
IET / BSI (BS 7671)는 단상 또는 삼상 교류가 될 수 있는 저감 저전압(RLV)도 정의한다. 이 시스템은 건설 현장에서 단상 및 삼상 구성으로 수년 동안 사용되어 왔다. 단상 전압은 110 V a.c. 이지만 "중심 접지"를 통해 접지 전압을 55 V AC로 낮춘다. 삼상 시스템은 상간 전압이 110 V이고 중성선/접지 전압이 63 V이다. 이 시스템 전압은 ELV 한계보다 약간 높지만, 위험 지역에서 코드 전원 휴대용 도구 및 임시 조명에 여전히 매우 일반적으로 사용된다. 변압기에서 파생되므로 접지 결함 시 노출되는 전압은 ELV 수준 아래로 낮아진다.

## 독립형 전원 시스템
원격 지역 전원 시스템(RAPS)과 같은 ELV 시스템용 케이블링은 안전을 극대화하면서 에너지 손실을 최소화하도록 설계된다. 낮은 전압은 동일한 전력에 대해 더 높은 전류를 요구한다. 더 높은 전류는 케이블에서 더 큰 저항 손실을 초래한다. 따라서 케이블 크기 결정은 최대 수요, 케이블을 통한 전압 강하 및 전류 허용 용량을 고려해야 한다. 전압 강하가 일반적으로 고려되는 주요 요인이지만, 전류 허용 용량은 배터리 뱅크와 인버터 간의 짧고 고전류 구간을 고려할 때도 중요하다.
아크는 DC ELV 시스템에서 위험하며, 원치 않는 아크를 유발할 수 있는 일부 퓨즈 유형에는 반밀폐형, 재배선 가능 및 자동차 퓨즈 유형이 포함된다. 대신 고차단 용량 퓨즈와 적절한 정격 회로 차단기가 RAPS에 권장되는 유형이다. 케이블 종단 및 연결도 아크를 피하기 위해 올바르게 수행되어야 하며, 납땜은 권장되지 않는다.

## 규정
"초저전압"의 정확한 정의는 해당 지역의 적용 가능한 배선 규정에 명시되어 있다.

### 유럽 연합
DIN EN 61140:2016 4.2장 표 1(EU 표준 EN 61140의 독일어 버전)에 따르면, 초저전압(≤ 50 V a.c. 또는 ≤ 120 V d.c.)은 저전압(≤ 1000 V a.c. 또는 ≤ 1500 V d.c.)의 하위 범주로 정의된다.
이는 IEC 61140:2016에서 제공하는 정의와 유사하다.
반면 유럽 연합 지침은 초저전압을 정의하지 않는다. 이 개념에 가장 가까운 것은 저전압 지침(2014/35/EU)으로, 50 V AC / 75 V DC와 1,000 V AC / 1,500 V DC 사이의 범위에 적용된다. 일반 제품 안전 지침(2001/95/EC)은 교류의 경우 50V 미만, 직류의 경우 75V 미만의 전압을 사용하는 소비재를 다룬다. 이 지침은 전기 장비만 다루며 장비 내부의 전압이나 전기 부품의 전압은 다루지 않는다.

## = IEC=
IEC 61140: 2016, 기본 안전 발행물은 ELV를 ≤ 50 VRMS AC 및 ≤ 120 V DC (리플 없음)로 정의한다.
IEC 60364-4-41: 2017, 그룹 안전 발행물은 ELV를 ≤ 50 VRMS AC 및 ≤ 120 V DC (리플 없음)로 정의한다.

### 오스트레일리아와 뉴질랜드
AS/NZS 3000 배선 규정은 "초저전압"을 "50 V AC 또는 120 V 리플 없는 DC를 초과하지 않는" 것으로 정의한다. 그러나 AS/ACIF S009 조항 3.1.78.1 초저전압(ELV)은 다음과 같이 명시한다: "42.4 V 피크 또는 60 V DC를 초과하지 않는 전압 [AS/NZS 60950.1:2003]"이며, 다음 주석을 추가한다: "이 정의는 AS/NZS 3000:2000에 포함된 ELV 정의와 다르다." 이는 통신망 전압(TNV) 한계와 더 밀접하게 일치한다... 즉, 120 V DC 또는 70.7 V AC 피크 (50 VRMS AC)"로, 공칭 −48 V DC 배터리 공급 장치에서 발생할 수 있는 전화선 벨 전압을 수용하며 위험하다고 간주되지 않았지만, 전류 제한이 없는 소스에서 120 V AC는 개인에게 115mA를 주입하여 심실세동을 유발할 수 있다.

### 브라질
브라질에서는 ELV (포르투갈어로 Extra-baixa tensão 또는 EBT)가 브라질 노동고용부의 규제 표준 10호에 따라 "50볼트 교류 또는 120볼트 직류를 초과하지 않는" 전압으로 공식적으로 정의된다. 이 표준은 전기에 대한 안전 규정을 정의하지만, 규제 표준 12호는 2012년 3월 이후 제조된 기계 및 장비의 시작 및 정지 장치에 대해 훨씬 낮은 전압을 요구하며, 25볼트 AC 또는 60볼트 DC를 초과하지 않아야 한다고 명시한다.